# 2004 في الصومال
فيما يلي قائمة بالأحداث التي وقعت خلال عام 2004 في الصومال:

## السياسة
- عبد الله يوسف أحمد رئيسًا للصومال في 14 أكتوبر 2004 - 29 ديسمبر 2008
- محمد عبدي يوسف، رئيسا للوزراء، 8 ديسمبر 2003-3 نوفمبر 2004
- علي محمد جيدي، رئيسا للوزراء، 3 نوفمبر 2004 - 29 أكتوبر 2007

## الأحداث
- محاولات المصالحة في الصومال (1991-2004)
- في يناير 2004 عُقد مؤتمر في العاصمة الكينية نيروبي، وتوصل المشاركون إلى اتفاق لإنشاء حكومة اتحادية انتقالية، ووقّ ووقّعت الفصائل الرئيسية على وثيقة بعنوان إعلان بشأن تنسيق مختلف القضايا التي اقترحها المندوبون الصوماليون في الاجتماعات التشاورية الصومالية في الفترة ما بين 9 و 29 يناير 2004 من هذا المنطلق نص الاتفاق على إنشاء المؤسسات الاتحادية الانتقالية، وإجراء الانتخابات الرئاسية، رغم عدم نزع سلاح أي من أطراف الحرب الأهلية حتى ذلك الوقت.[1]
- تسبب زلزال المحيط الهندي عام 2004 في حدوث موجات مد عاتية (تسونامي) وصلت إلى الصومال، وتوفي جراء ذلك 150 صوماليًا[2]
- في 25 أكتوبر طلب الرئيس الصومالي عبد الله يوسف أحمد رسميًا المساعدة من مجلس السلام والأمن التابع للاتحاد الأفريقي في بدء العمليات الحكومية في مقديشو[3]